# Horst-Werner Nilges
Horst-Werner Nilges, bekannt als Knöllchen-Horst, (* 1953 oder 1954) ist Anfang der 2000er Jahre durch seine Anzeigen von Verkehrsverstößen bekannt geworden. Er lebt in Badenhausen bei Osterode am Harz.
Zwischen 2004 und 2017 hat er etwa 56.000 Anzeigen erstattet. Bundesweit erhielt er Aufmerksamkeit durch die Falschmeldung der Deutschen Presse-Agentur (dpa), er hätte einen Rettungshubschrauber im Einsatz wegen Falschparkens angezeigt.

## Leben
Horst-Werner Nilges war Maschinenbautechniker und Taxifahrer. Nach seiner Frühverrentung begann er im Jahr 2004 im Landkreis Osterode, Verkehrsverstöße anzuzeigen. Einem lokalen Radiosender gegenüber begründete er sein Wirken damit, dass er die Menschen zu mehr Gesetzestreue bringen wolle. Pro Werktag erstattet er beim Landkreis Osterode etwa zehn bis fünfzehn Anzeigen. Nach Auskunft der Kreisverwaltung werden viele davon nicht verfolgt, da entweder Bagatellen angezeigt würden oder Beweise fehlten. Im Dezember 2005 musste sich Nilges wegen mehrerer Falschanzeigen vor Gericht verantworten und wurde zu 15 Tagessätzen à 40 Euro verurteilt. Die Sammlung der Daten in einer privaten Datei verstößt nach Auffassung der Staatsanwaltschaft Göttingen nicht gegen geltendes Recht, da er nur die von ihm selbst angezeigten Fälle dokumentiere. Auch in Duderstadt erstattete er Anzeigen.
Nilges unterlag mit seiner Klage gegen den Lokalredakteur Uwe Lowin, der in einem Artikel die Frage stellte, warum Nilges bei so viel Energie für seine Überwachungstätigkeit seit Jahrzehnten den Status eines Frührentners genieße.
Die Stadtverwaltung von Osterode stellte zur Abarbeitung der Anzeigen von Nilges eine weitere Mitarbeiterin ein.
Nilges setzt sich auch für die Einhaltung geltenden Rechts durch Politiker und Verwaltungen ein. So reichte er beim Land Niedersachsen Dienstaufsichtsbeschwerde gegen die Stadt Osterode und die Polizei ein. Die Gemeinde musste die Abwassergebühren senken. Den Landkreis Osterode zeigte er wegen Betrugs an. Nach den Ermittlungen der Staatsanwaltschaft überarbeitete die Kreisverwaltung die Abfallgebührenordnung.
Der Fernsehsender RTL berichtete 2011 in der Sendung „Die 10 verrücktesten Deutschen“ von einem Prozess, in dem Nilges zu zehn Euro Bußgeld wegen Geschwindigkeitsübertretung verurteilt worden war.
2013 stellte das Niedersächsische Oberverwaltungsgericht fest, Nilges gehe einer „denunziatorischen Tätigkeit“ nach und könne die Behörden nicht zwingen, die von ihm aufgezeichneten, angeblichen Ordnungswidrigkeiten zu verfolgen. Vorausgegangen war eine Klage von Nilges, nachdem der Landkreis sich zunehmend geweigert hatte, die von ihm gemeldeten Bagatellen zu verfolgen. Im Landkreis Göttingen hat er im Jahr 2014 etwa 600 Anzeigen aufgegeben. Duderstädter Geschäftsleute schrieben offene Briefe an die Stadt, die Häufung sei „geschäftsschädigend“, die Betroffenen fühlten sich „verfolgt und bespitzelt“. Die Ordnungsämter in Duderstadt teilten mit, dass die Anzeigen von Kontaktbereichsbeamten vor Ort behandelt werden.
Im Januar 2015 erstattete Nilges Anzeige gegen Dolly Buster und forderte 1500 Euro Schmerzensgeld. Dolly Buster soll laut Berichten der Zeitung Harz Kurier bei einem öffentlichen Fernsehauftritt sinngemäß gesagt haben, er „geile sich wohl daran auf“. Das Amtsgericht Osterode wies seine Klage jedoch ab, da das Wort „geil“ in diesem Fall keine Herabwürdigung darstelle. Außerdem hatte er wegen der Äußerung bereits vom Sender RTL 400 Euro erstritten. Im Februar 2015 erstattete Nilges Strafanzeige gegen den Comedian Dietmar Wischmeyer, der ihn in der Reihe „Günther der Treckerfahrer“ bei radio ffn als „alten Stinker“, „Knöllchen-Nazi“ und „Horst, der Anscheißer“ bezeichnet hatte.
Ende 2014 wurde ihm wegen einer unzulässigen Verfassungsbeschwerde vom Bundesverfassungsgericht eine Missbrauchsgebühr von 1000 Euro auferlegt. In dieser Beschwerde rügte er die Prozessleitung eines Richters.
Im Jahr 2015 erstattete Nilges rund 5000 Anzeigen, von denen nur 30 bearbeitet wurden.
Im Oktober 2016 hat das Verwaltungsgericht Göttingen eine Anordnung der Landesbeauftragten für den Datenschutz Niedersachsen im Eilrechtsschutzverfahren zum Einsatz von Dashcams bestätigt, wonach „die Verwendung dieser Kameras zur Dokumentation des Verkehrsgeschehens untersagt“ ist. Im April 2017 wurde Nilges vom Amtsgericht Hannover zu einer Geldbuße von 250 Euro verurteilt, da er einen anderen Verkehrsteilnehmer mit einer Dashcam gefilmt und dieses Material einer seiner Anzeigen beigefügt hatte.

## Zitate
“Ich sitze nicht am Stammtisch und palavere über Probleme. Ich sitze am Schreibtisch und bearbeite sie.”

## Trivia
Ab 2024 wurde ein weiterer Falschparkeranzeiger aktiv, der als Anzeigenhauptmeister bekannt wurde. Dieser bezeichnete Nilges als sein Vorbild.